# سومه ایزبو
سومه ایزبو یک متن باستانی اکدی است که به پیشگویی‌های مبتنی بر ناهنجاری‌های مادرزادی در جانوران می‌پردازد. این متن بخشی از سنت هتروسکوپی در میان رودان باستان بوده و عمدتاً در دوره‌های بابلی و آشوری مورد استفاده قرار می‌گرفت.

## محتوا و ساختار
متن به صورت مجموعه‌ای از پیشگویی‌های شرطی (الگوی «اگر X، آنگاه Y») سازماندهی شده است:
- «اگر گوساله‌ای با دو سر متولد شود، کشور دچار هرج و مرج خواهد شد.»
- «اگر بره‌ای با پنج پا به دنیا آید، پادشاه قدرت خود را از دست خواهد داد.»